# Taisija Povalij
Povalij Taisija Mykolajivna (ukrajinsky Повалі́й Таї́сія Микола́ївна, * 10. prosince 1964, Šarmajivka, Kyjevská oblast), je populární ukrajinská zpěvačka známá hlavně na Ukrajině, v Rusku a dalších zemích bývalého Sovětského svazu. Je držitelkou ocenění Zasloužilá umělkyně Ukrajiny. V roce 2012 byla Taisija Povalij z druhého místa kandidátní listiny zvolena do ukrajinského parlamentu za proruskou Stranu regionů, nevstoupila však do parlamentní frakce této strany, ale do frakce "Za mír a stabilitu." Kvůli návštěvě ruské Státní dumy v roce 2014 byla spolu s dalšími ukrajinskými poslanci trestně stíhána.
Narodila se v rodině Mykoly a Niny Hirjavecových. V 15 letech začala studovat v Kyjevě hudební školu. V 18 letech se vdala za muzikanta Volodymyra Povalija, kterému následující rok porodila syna. V roce 1993 se pár rozvedl. V roce 2010 si koupila dům ve Španělsku.